# (7292) Prosperin
(7292) Prosperin ist ein Asteroid des inneren Hauptgürtels, der am 1. März 1992 von Astronomen der Uppsala-ESO Survey of Asteroids and Comets am La-Silla-Observatorium (IAU-Code 809) der Europäischen Südsternwarte in Chile entdeckt wurde.
Der Asteroid wurde am 28. März 2002 nach dem schwedischen Astronomen Erik Prosperin (1739–1803) benannt, der von 1773 bis 1798 Professor für Astronomie am Uppsala Astronomical Observatory war und die Umlaufbahnen zahlreicher Kometen berechnete.